# Antonio Pesenti (Radsportler)

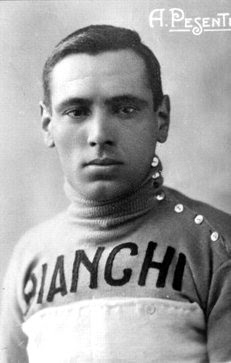
Antonio Pesenti (1928)

Antonio Pesenti (* 17. Mai 1908 in Zogno; † 10. Juni 1968 in Bergamo) war ein italienischer Radrennfahrer.
Sein größter Erfolg war 1932 der Gewinn der Gesamtwertung des Giro d’Italia. Auf der siebten Etappe von Lanciano nach Foggia konnte er das Rosa Trikot vom Deutschen Hermann Buse erobern und bis zum Ende des Giro verteidigen. Nachdem er im selben Jahr noch den vierten Platz bei der Tour de France erreicht hatte, konnte er in den Folgejahren keine größeren Erfolge mehr verzeichnen.
Antonio Pesenti war der Vater des Radrennfahrers Guglielmo Pesenti.

## Palmares
1932
- Gesamtsieger – Giro d’Italia
- Gesamtvierter und 5. Etappe Tour de France

1931
- Gesamtdritter – Tour de France

1930
- Etappe – Giro d’Italia